# Profondità di congelamento
La linea del frost - o profondità del frost o profondità di congelamento (in inglese rispettivamente frost line o frost depth o freezing depth) — è la profondità dove di solito la falda acquifera nel suolo si suppone congeli. La profondità del frost dipende dalle condizioni climatiche di una zona, dalle proprietà della trasmissione del calore del suolo e da materiali adiacenti, e dalle vicine fonti di calore. Per esempio, la coltre di neve e l'asfalto isolano il suolo e le case possono riscaldare il terreno.
In alternativa, nell'Artico e Antartico i siti dove si attua il congelamento (e anche lo scongelamento) sono così profondi che esso diventa permafrost nel giro di un anno. Infine, nelle regioni tropicali, la linea del frost si può riferire alla altitudine geografica verticale al di sotto della quale il frost non viene a realizzarsi.
Il "fronte del frost" (Frost front) si riferisce alla posizione mutevole della linea del frost durante i periodi stagionali di congelamento e scongelamento.

## Codici per gli edifici
I codici per gli edifici (in inglese building code o building control) talvolta sono soggetti, in una certa misura, alla profondità del frost a causa del criosollevamento il quale può danneggiare gli edifici facendo muovere le loro fondazioni, per questa ragione esse normalmente vengono costruite al di sotto della linea del frost.
Ci sono molti modi per predire la profondità del frost includendo n-fattori, i quali relazionano la temperatura dell'aria a quella del suolo.

## Linee di frost campioni per vari siti statunitensi
- Minnesota, USA (2007):
  - Contee settentrionali: 1,5 m [2][3]
  - Contee meridionali: 1,1 m [2][3]